# 鮑曼冰川
鮑曼冰川（英語：Bowman Glacier）是南極洲的冰川，全長70公里，最終在阿蒙森冰川以西注入羅斯冰架，該冰川在1929年12月由美國探險隊發現，以地理學家命名。